# 纳菲莎·科利尔
纳菲莎·科利尔（英語：Napheesa Collier，1996年9月23日—）生于密苏里州奥法伦，是一名美国女子篮球运动员，场上位置是大前锋。她的祖父Gershon是塞拉利昂外交官，父亲Gamal和弟弟Kai则都从事橄榄球运动。纳菲莎2015年至2019年间在康涅狄格大学就读，期间她代表该校校队参加校际比赛。2019年，纳菲莎在WNBA选秀中以首轮第六顺位被明尼苏达山猫队选中，同年完成自己的WNBA首秀。